# Élections législatives de 1889 dans les Ardennes
Les élections législatives de 1889 ont eu lieu les 22 septembre et 6 octobre 1889.

## Députés élus
|   | Circonscription | Député élu               |  | Groupe parlementaire |
| - | --------------- | ------------------------ |  | -------------------- |
| 1 | Mézières        | Émile Corneau            |  | Gauche radicale      |
| 2 | Rethel          | Désiré Linard            |  | Union des gauches    |
| 3 | Rocroi          | Eugène Alfred Jacquemart |  | Gauche radicale      |
| 4 | Sedan           | Louis Varlet             |  | Union des gauches    |
| 5 | Vouziers        | Étienne de Ladoucette    |  | Union conservatrice  |

## Résultats à l'échelle du département
| Partis         | Partis                     | Premier tour | Premier tour | Deuxième tour | Deuxième tour | Sièges |
| Partis         | Partis                     | Voix         | %            | Voix          | %             | Sièges |
| -------------- | -------------------------- | ------------ | ------------ | ------------- | ------------- | ------ |
|                | Républicains opportunistes | 27 303       | 38,62        | 8 274         | 18,58         | 2      |
|                | Monarchistes               | 24 199       | 34,23        | 14 020        | 31,49         | 1      |
|                | Républicains radicaux      | 10 383       | 14,69        | 16 739        | 37,60         | 2      |
|                | Socialistes                | 4 884        | 6,91         |               |               | 0      |
|                | Boulangistes               | 3 680        | 5,21         | 4 923         | 11,06         | 0      |
|                | Divers                     | 241          | 0,34         | 564           | 1,27          | 0      |
|                |                            |              |              |               |               |        |
| Inscrits       | Inscrits                   | 87 681       | 100,00       | 55 740        | 100,00        | 5      |
| Votants        | Votants                    |              |              | 44 951        | 80,64         |        |
| Abstentions    | Abstentions                |              |              | 10 789        | 19,36         |        |
| Blancs et nuls | Blancs et nuls             |              |              | 431           | 0,96          |        |
| Exprimés       | Exprimés                   | 70 690       |              | 44 520        | 99,04         |        |

## Résultats par arrondissement

### Arrondissement de Mézières
| Candidats      | Candidats             | Étiquette           | Premier tour | Premier tour | Deuxième tour | Deuxième tour |
| Candidats      | Candidats             | Étiquette           | Voix         | %            | Voix          | %             |
| -------------- | --------------------- | ------------------- | ------------ | ------------ | ------------- | ------------- |
|                | Émile Corneau         | Républicain radical | 7 454        | 38,57        | 10 864        | 55,43         |
|                | Adrien de Wignacourt  | Monarchiste         | 7 394        | 38,26        | 8 724         | 44,51         |
|                | Jean-Baptiste Clément | Socialiste          | 4 477        | 23,17        |               |               |
|                | Divers                | Divers              |              |              | 12            | 0,06          |
|                |                       |                     |              |              |               |               |
| Inscrits       | Inscrits              | Inscrits            | 24 853       | 100,00       | 24 853        | 100,00        |
| Votants        | Votants               | Votants             |              |              | 19 851        | 79,87         |
| Abstention     | Abstention            | Abstention          |              |              | 5 001         | 20,13         |
| Blancs et nuls | Blancs et nuls        | Blancs et nuls      |              |              | 251           | 1,26          |
| Exprimés       | Exprimés              | Exprimés            | 19 325       |              | 19 600        | 98,74         |

### Arrondissement de Rethel
| Candidats      | Candidats       | Étiquette                | Premier tour | Premier tour |
| Candidats      | Candidats       | Étiquette                | Voix         | %            |
| -------------- | --------------- | ------------------------ | ------------ | ------------ |
|                | Désiré Linard   | Républicain opportuniste | 8 008        | 60,80        |
|                | Ternaux-Compans | Monarchiste              | 5 159        | 39,17        |
|                | Divers          | Divers                   | 3            | 0,02         |
|                |                 |                          |              |              |
| Inscrits       | Inscrits        | Inscrits                 | 16 106       | 100,00       |
| Votants        | Votants         | Votants                  | 13 353       | 82,91        |
| Abstention     | Abstention      | Abstention               | 2 753        | 17,09        |
| Blancs et nuls | Blancs et nuls  | Blancs et nuls           | 183          | 1,37         |
| Exprimés       | Exprimés        | Exprimés                 | 13 170       | 98,63        |

### Arrondissement de Rocroi
| Candidats      | Candidats                | Étiquette                | Premier tour | Premier tour | Deuxième tour | Deuxième tour |
| Candidats      | Candidats                | Étiquette                | Voix         | %            | Voix          | %             |
| -------------- | ------------------------ | ------------------------ | ------------ | ------------ | ------------- | ------------- |
|                | Eugène Alfred Jacquemart | Républicain radical      | 2 929        | 28,07        | 5 875         | 53,89         |
|                | Jules Auffray            | Boulangiste              | 3 680        | 35,26        | 4 923         | 45,16         |
|                | Dumaine                  | Républicain opportuniste | 1 885        | 18,06        |               |               |
|                | Lamy                     | Républicain opportuniste | 1 339        | 12,83        |               |               |
|                | Maillieux                | Socialiste               | 407          | 3,90         |               |               |
|                | Divers                   | Divers                   | 196          | 0,76         | 103           | 0,94          |
|                |                          |                          |              |              |               |               |
| Inscrits       | Inscrits                 | Inscrits                 | 13 213       | 100,00       | 13 213        | 100,00        |
| Votants        | Votants                  | Votants                  | 10 461       | 79,17        | 10 965        | 82,99         |
| Abstention     | Abstention               | Abstention               | 2 752        | 20,83        | 2 248         | 17,01         |
| Blancs et nuls | Blancs et nuls           | Blancs et nuls           | 25           | 0,24         | 64            | 0,58          |
| Exprimés       | Exprimés                 | Exprimés                 | 10 436       | 99,76        | 10 901        | 99,42         |

### Arrondissement de Sedan
| Candidats      | Candidats      | Étiquette                | Premier tour | Premier tour | Deuxième tour | Deuxième tour |
| Candidats      | Candidats      | Étiquette                | Voix         | %            | Voix          | %             |
| -------------- | -------------- | ------------------------ | ------------ | ------------ | ------------- | ------------- |
|                | De Montagnac   | Monarchiste              | 4 608        | 33,35        | 5 296         | 37,78         |
|                | Louis Varlet   | Républicain opportuniste | 4 290        | 31,05        | 8 274         | 59,02         |
|                | Issac Villain  | Républicain opportuniste | 3 493        | 25,28        |               |               |
|                | Courtois       | Républicain opportuniste | 1 399        | 10,13        |               |               |
|                | Divers         | Divers                   | 26           | 0,19         | 449           | 3,20          |
|                |                |                          |              |              |               |               |
| Inscrits       | Inscrits       | Inscrits                 | 17 674       | 100,00       | 17 674        | 100,00        |
| Votants        | Votants        | Votants                  | 14 038       | 79,43        | 14 135        | 79,98         |
| Abstention     | Abstention     | Abstention               | 3 636        | 20,57        | 3 539         | 20,02         |
| Blancs et nuls | Blancs et nuls | Blancs et nuls           | 222          | 1,58         | 116           | 0,82          |
| Exprimés       | Exprimés       | Exprimés                 | 13 816       | 98,42        | 14 019        | 99,18         |

### Arrondissement de Vouziers
| Candidats      | Candidats             | Étiquette                | Premier tour | Premier tour |
| Candidats      | Candidats             | Étiquette                | Voix         | %            |
| -------------- | --------------------- | ------------------------ | ------------ | ------------ |
|                | Étienne de Ladoucette | Monarchiste              | 7 038        | 50,48        |
|                | Gustave Gobron        | Républicain opportuniste | 6 889        | 49,41        |
|                | Divers                | Divers                   | 16           | 0,11         |
|                |                       |                          |              |              |
| Inscrits       | Inscrits              | Inscrits                 | 15 835       | 100,00       |
| Votants        | Votants               | Votants                  | 14 076       | 88,89        |
| Abstention     | Abstention            | Abstention               | 1 759        | 11,11        |
| Blancs et nuls | Blancs et nuls        | Blancs et nuls           | 133          | 0,94         |
| Exprimés       | Exprimés              | Exprimés                 | 13 943       | 99,06        |